# سیتروئن فوکانگ
سیتروئن فوکانگ (انگلیسی: Citroën Fukang) یا دانگ فنگ فوکانگ یک وسیله نقلیه جمع و جور است که در انواع مختلف بدنه موجود است. این اولین خودرویی بود که توسط گروه دانگ‌فنگ پژو-سیتروئن برای سرمایه‌گذاری در چین تولید می‌شد.

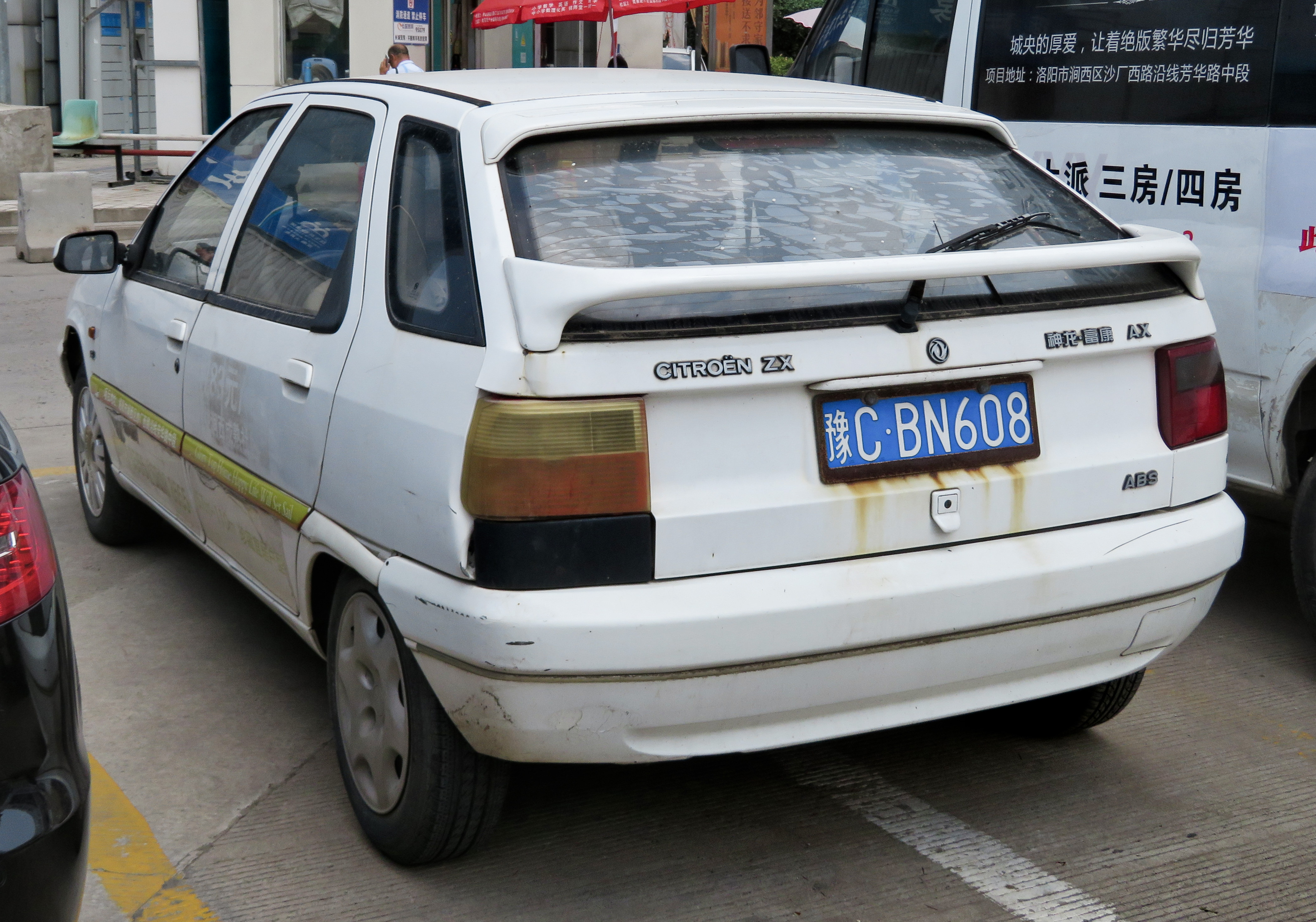
فوگانگ هاچ‌بک مدل ۲۰۰۱

## بررسی
فوکانگ برای اولین بار در سال ۱۹۹۲ به عنوان خودروی مفهومی ظاهر شد. این اتومبیل در چین فوکانگ DC7140 نامیده می‌شد، نام فوکانگ در چینی به معنای «رونق و سلامتی» است. این خودرو به موتور ۱٫۶ لیتری تزریق مستقیم سوخت مجهز شد. در ابتدا ۱۷۰۰۰ دستگاه به صورت واردات قطعات و مونتاژ
(سی‌کی‌دی) تا اواخر سال ۱۹۹۶ از این خودرو ساخته شد، و از ۱۹۹۶ به بعد کارخانه تولید این خودرو در چین احداث شد که ظرفیت تولید این کارخانه ۱۵۰٬۰۰۰ دستگاه در سال بود.